# Тама (Белогорский район)

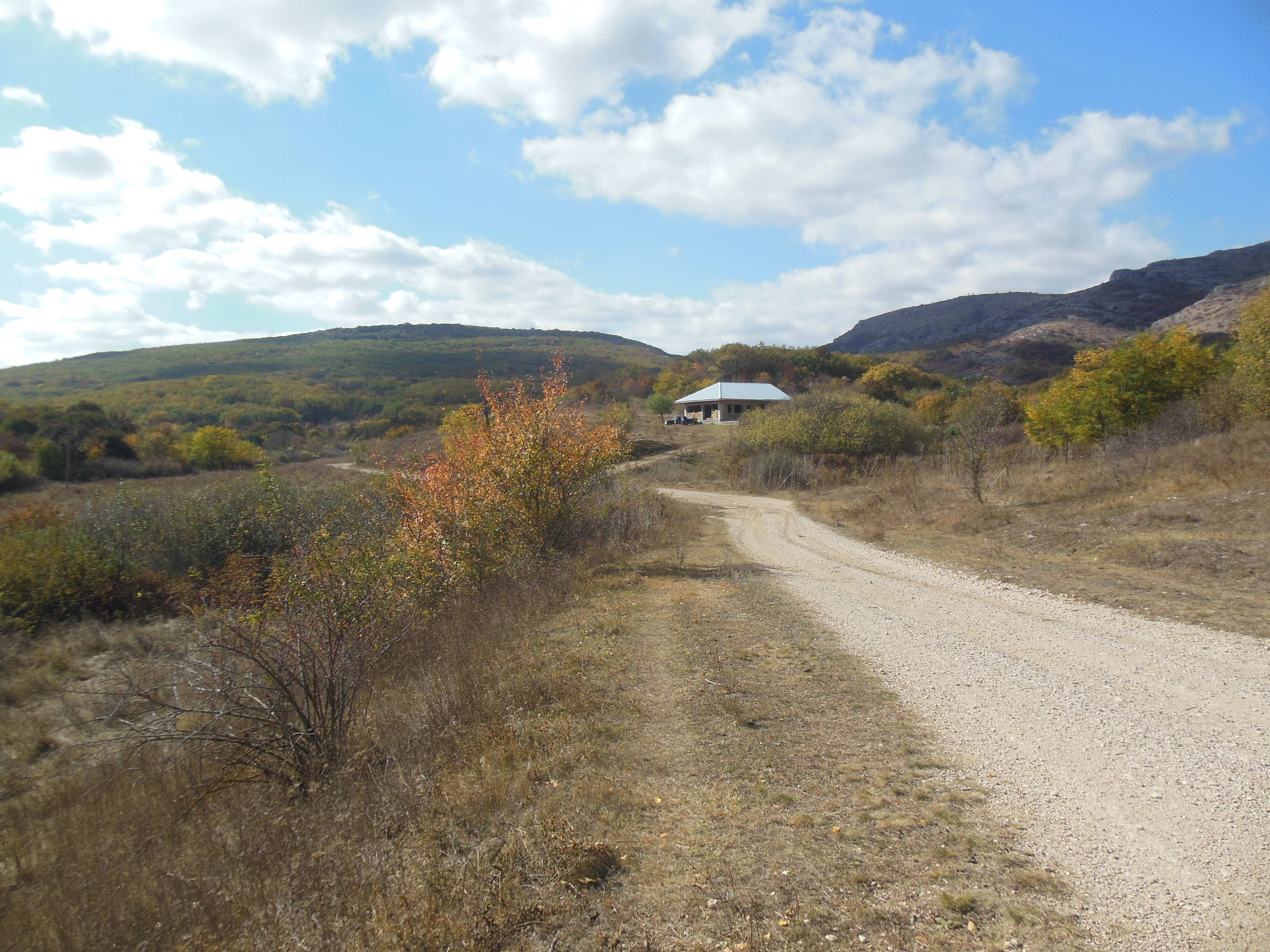
Ферма на месте бывшего села

Тама́ (укр. Тама, крымскотат. Tama, Тама) — исчезнувшее село в Белогорском районе Республики Крым (согласно административно-территориальному делению Украины — Автономной Республики Крым). Располагалось на юге района, в предгорье Главной гряды Крымских гор, в долине реки Церик-Узень, левого притока Танасу, примерно в 2 км юго-западнее современного села Головановка.

## История
Первое документальное упоминание села встречается в Камеральном Описании Крыма… 1784 года, судя по которому, в последний период Крымского ханства Тама входила в Карасубазарский кадылык Карасубазарского каймаканства. После присоединения Крыма к России (8) 19 апреля 1783 года, (8) 19 февраля 1784 года, именным указом Екатерины II сенату, на территории бывшего Крымского Ханства была образована Таврическая область и деревня была приписана к Симферопольскому уезду. После Павловских реформ, с 1796 по 1802 год, входила в Акмечетский уезд Новороссийской губернии. По новому административному делению, после создания 8 (20) октября 1802 года Таврической губернии, Тама был включён в состав Аргинской волости Симферопольского уезда.
По Ведомости о всех селениях в Симферопольском уезде состоящих с показанием в которой волости сколько числом дворов и душ… от 9 октября 1805 года, в деревне Тама числилось 13 дворов и 69 жителей, исключительно крымских татар. На военно-топографической карте генерал-майора Мухина 1817 года Тама обозначена с 16 дворами. После реформы волостного деления 1829 года Таша, согласно «Ведомости о казённых волостях Таврической губернии 1829 года», осталась в составе преобразованной Аргинской волости. На карте 1842 года в деревне Тама обозначено 20 дворов.
В 1860-х годах, после земской реформы Александра II, деревню приписали к Зуйской волости, в которой состояла до советских административных реформ 1920-х годов. В «Списке населённых мест Таврической губернии по сведениям 1864 года», составленном по результатам VIII ревизии 1864 года, Тама — владельческая татарская деревня с 14 дворами, 78 жителями и мечетью при речке Тыназе. По обследованиям профессора А. Н. Козловского начала 1860-х годов, в селении «имеются в изобилии родники и горные ручейки», также были колодцы с пресной водой глубиной не более 3—5 саженей (6—10 м). На трёхверстовой карте Шуберта 1865—1876 года в деревне Тами обозначено 13 дворов). В «Памятной книге Таврической губернии 1889 года», включившей результаты Х ревизии 1887 года, записана Тома с 23 дворами и 145 жителем.
После земской реформы 1890-х годов деревня осталась в составе преобразованной Зуйской волости. Согласно «…Памятной книжке Таврической губернии на 1892 год», в деревне Тома, входившей в Аргинское сельское общество, было 122 жителя в 12 домохозяйствах, все безземельные. По «…Памятной книжке Таврической губернии на 1902 год», в деревне Тома, входившей в Аргинское сельское общество, числилось 110 жителей в 12 домохозяйствах. По Статистическому справочнику Таврической губернии. Ч.II-я. Статистический очерк, выпуск шестой Симферопольский уезд, 1915 год, в деревне и экономии Тома (М. Э. Шишмана) Зуйской волости Симферопольского уезда числилось 22 двора со смешанным населением в количестве 106 человек приписных жителей, из которых 56 мужчин и 50 женщин. Жители владели 1365 десятинами удобной земли. В хозяйствах имелось 18 лошадей, 114 волов, 20 коров и 752 головы мелкого скота.
После установления в Крыму Советской власти, по постановлению Крымревкома от 8 января 1921 года была упразднена волостная система и село вошло в состав вновь созданного Карасубазарского района Симферопольского уезда, а в 1922 году уезды получили название округов. 11 октября 1923 года, согласно постановлению ВЦИК, в административное деление Крымской АССР были внесены изменения, в результате которых округа ликвидировались, Карасубазарский район стал самостоятельной административной единицей и село включили в его состав. Согласно Списку населённых пунктов Крымской АССР по Всесоюзной переписи 17 декабря 1926 года, в селе Тама, Ашага-Башинского сельсовета Карасубазарского района, числилось 23 двора, все крестьянские, население составляло 112 человек, все татары. По данным всесоюзной переписи населения 1939 года в селе проживало 119 человек. Село отмечено на двухкилометровой карте Генштаба Красной армии 1942 года. В последний раз в доступных источниках селение встречается в «Журнале боевых действий военно-экономической инспекции 105 (Крым) с 1 октября 1943 по 31 декабря 1943 года», согласно которому в период оккупации Крыма, 21 и 22 декабря 1943 года, в ходе операций «7-го отдела главнокомандования» 17 армии вермахта против партизанских формирований, была проведена операция по заготовке продуктов с массированным применением военной силы, в результате которой село Тама было сожжено и все жители вывезены в Дулаг 241. В указах о переименованиях 1945 и 1948 годов уже не упоминается.

### Динамика численности населения
| - 1805 год — 69 чел. - 1864 год — 78 чел. - 1889 год — 145 чел. - 1892 год — 122 чел. | - 1902 год — 110 чел. - 1915 год — 106 чел. - 1926 год — 112 чел. - 1939 год — 119 чел. |